# シェルビー・シリーズ1
シェルビー・シリーズ1（Shelby Series 1 ）は、アメリカ合衆国の自動車メーカーであるシェルビー・アメリカンが1998年から2005年まで製造していたスポーツカーである。

## 解説
往年の名車、シェルビー・コブラを髣髴とさせるデザインで、オープン2シータースポーツカーである。シャシはアルミ製鋼管フレームによるセミモノコック構造であり、レーシングカーのような構造になっている。
搭載されるユニットは、オールズモビル製の3,995cc V型8気筒32バルブDOHCエンジンで、スペックはは324 PS/6,500 rpm、40.1kgf·m/5,000rpmである。
後のマイナーチェンジでスーパーチャージャーを搭載し、最大出力・トルクが450 PS、55.2kgf·mに向上した。このマイナーチェンジにより、車名の後に「スーパーチャージ(S/C)」と表記されるようになった。
現地であるアメリカ合衆国での販売価格は、17万4000ドル($)。